# Heping (28-25 av. J.-C.)
Pour les articles homonymes, voir Heping.
L'ère Heping, ou Ho-p’ing (avril 28 av. J.-C. - 25 av. J.-C.) (chinois traditionnel et simplifié : 河平 ; pinyin : Hépíng ; litt. « Paix sur le Fleuve Jaune ») est la seconde ère chinoise de l'empereur Chengdi de la dynastie Han.